# Сорочан, Николай Антонович
Николай Антонович Сорочан (укр. Микола Антонович Сорочан; 1 января 1928 год, село Новосергеевка — 1999 год, Николаев, Украина) — передовик производства, бригадир электриков Черноморского судостроительного завода Министерства судостроительной промышленности СССР, гор. Николаев. Герой Социалистического Труда (1971). Депутат Верховного Совета УССР 7 — 9 созывов.

## Биография
Родился в 1928 году в крестьянской семье в селе Новосергеевка. Получил среднее образование. В 1945 году окончил школу фабрично-заводского обучения № 3.
С 1945 года — ученик ремесленного училища, электросварщик Черноморского судостроительного завода в городе Николаеве Николаевской области.
С 1949 по 1978 год — бригадир электросварщиков Черноморского судостроительного завода Николаевской области.
В 1964 году вступил в КПСС. В 1971 году удостоен звания Героя Социалистического Труда за выдающиеся трудовые достижения. Избирался депутатом Верховного Совета УССР 7 — 9 созывов.
После выхода на пенсию в 1978 году работал мастером производственного обучения Николаевского среднего профессионально-технического училища № 5.
Скончался в Николаеве в 1999 году.

## Награды
- Герой Социалистического Труда — указом Президиума Верховного Совета СССР от 26 апреля 1971 года
- орден Ленина